# Valenciidae
Valenciidae é uma família de peixes actinopterígeos pertencentes à ordem Cyprinodontiformes.